# Presidenti della Provincia di Terni
Elenco dei presidenti dell'amministrazione provinciale di Terni.

## Regno d'Italia (1929-1946)

### Presidi del Rettorato provinciale (1929-1944)
| Nº | Nº | Ritratto | Nome                     | Mandato | Mandato | Partito                    |
| Nº | Nº | Ritratto | Nome                     | Inizio  | Fine    | Partito                    |
| -- | -- | -------- | ------------------------ | ------- | ------- | -------------------------- |
| 1  |    |          | Giovanni Santini         | 1929    | 1929    | Partito Nazionale Fascista |
| 2  |    |          | Cesare Pressio Colonnese | 1930    | 1934    | Partito Nazionale Fascista |
| 3  |    |          | Mariano Cittadini        | 1934    | 1936    | Partito Nazionale Fascista |
| 4  |    |          | Ascanio Marchini         | 1936    | 1943    | Partito Nazionale Fascista |

## Repubblica italiana (dal 1946)

### Presidenti della Deputazione provinciale (1944-1952)
| Nº | Nº | Ritratto | Nome               | Mandato                     | Mandato | Partito |
| Nº | Nº | Ritratto | Nome               | Inizio                      | Fine    | Partito |
| -- | -- | -------- | ------------------ | --------------------------- | ------- | ------- |
| 1  |    |          | Arduino Pellegrini | Partito Socialista Italiano | 1945    | 1952    |

### Presidenti della provincia (dal 1952)

#### Eletti dal Consiglio provinciale (1952-1995)
| Nº | Nº   | Ritratto | Nome                 | Mandato         | Mandato         | Partito                            |
| Nº | Nº   | Ritratto | Nome                 | Inizio          | Fine            | Partito                            |
| -- | ---- | -------- | -------------------- | --------------- | --------------- | ---------------------------------- |
| 1  |      |          | Rutilio Robusti      | 1952            | 1956            | Partito Socialista Italiano        |
| 1  | 1956 | 1960     | Rutilio Robusti      |                 |                 | Partito Socialista Italiano        |
| 2  |      |          | Fabio Fiorelli       | 1960            | 1965            | Partito Socialista Italiano        |
| 2  | 1965 | 1970     | Fabio Fiorelli       |                 |                 | Partito Socialista Italiano        |
| 3  |      |          | Mario Dominici       | 1970            | 1975            | Partito Socialista Italiano        |
| 3  | 1975 | 1980     | Mario Dominici       |                 |                 | Partito Socialista Italiano        |
| 4  |      |          | Bruno Capponi        | 1980            | 1985            | Partito Socialista Italiano        |
| 5  |      |          | Zefferino Cerquaglia | 23 luglio 1985  | 17 ottobre 1989 | Partito Socialista Italiano        |
| 6  |      |          | Stefano Moretti      | 17 ottobre 1989 | 23 luglio 1990  | Partito Socialista Italiano        |
| 7  |      |          | Alberto Provantini   | 20 gennaio 1992 | 23 aprile 1995  | Partito Democratico della Sinistra |

#### Eletti direttamente dai cittadini (1995-2014)
| Nº | Nº             | Ritratto      | Nome               | Mandato        | Mandato         | Partito                                                     | Elezione |
| Nº | Nº             | Ritratto      | Nome               | Inizio         | Fine            | Partito                                                     | Elezione |
| -- | -------------- | ------------- | ------------------ | -------------- | --------------- | ----------------------------------------------------------- | -------- |
| 8  |                |               | Nicola Molè        | 24 aprile 1995 | 14 giugno 1999  | Cristiano Sociali Democratici di Sinistra                   | 1995     |
| 9  |                |               | Andrea Cavicchioli | 14 giugno 1999 | 23 giugno 2004  | Socialisti Democratici Italiani Partito Socialista Italiano | 1999     |
| 9  | 23 giugno 2004 | 8 giugno 2009 | Andrea Cavicchioli | 2004           |                 | Socialisti Democratici Italiani Partito Socialista Italiano |          |
| 10 |                |               | Feliciano Polli    | 8 giugno 2009  | 13 ottobre 2014 | Partito Democratico                                         | 2009     |

#### Eletti dai sindaci e consiglieri della provincia (dal 2014)
| Nº | Nº                 | Ritratto       | Nome                                                       | Mandato          | Mandato          | Partito                         | Elezione |
| Nº | Nº                 | Ritratto       | Nome                                                       | Inizio           | Fine             | Partito                         | Elezione |
| -- | ------------------ | -------------- | ---------------------------------------------------------- | ---------------- | ---------------- | ------------------------------- | -------- |
| 11 |                    |                | Leopoldo Di Girolamo                                       | 13 ottobre 2014  | 10 novembre 2016 | Partito Democratico             | 2014     |
| –  |                    |                | Giampiero Lattanzi (Vicepresidente facente funzioni)       | 10 novembre 2016 | 9 gennaio 2017   | Indipendente di centro-sinistra | 2014     |
| 12 | Giampiero Lattanzi | 9 gennaio 2017 | 20 dicembre 2021                                           | 2017             |                  | Indipendente di centro-sinistra |          |
| 13 |                    |                | Laura Pernazza                                             | 20 dicembre 2021 | 28 dicembre 2024 | Indipendente di centro-destra   | 2021     |
| –  |                    |                | Francesco Maria Ferranti (Vicepresidente facente funzioni) | 28 dicembre 2024 | 31 marzo 2025    | Forza Italia                    | 2021     |
| 14 |                    |                | Stefano Bandecchi                                          | 31 marzo 2025    | in carica        | Alternativa Popolare            | 2025     |